# ヘキサコンタン
| ヘキサコンタン | ヘキサコンタン       |
| -------------- | -------------------- |
| CH3(CH2)58CH3  |                      |
| IUPAC名        | ヘキサコンタン       |
| 分子式         | C60H122              |
| 分子量         | 843.6107             |
| CAS登録番号    | 7667-80-3            |
| 密度と相       | 0.827 (g/cm3) g/cm3, |
| 融点           | 96℃～100℃ °C         |
| 沸点           | 620.2℃ °C            |

ヘキサコンタン (Hexacontane) とは、直鎖状のアルカンの1種。炭素原子が60個、分岐することなく一列に連なっている。分子式はC60H122。分子量は843.6107。密度は0.827 (g/cm3)。融点は96 (℃)～100 (℃)。沸点は760mmHgにおいて620.2 (℃)。引火点は604 (℃)。屈折率は1.461。結核菌などが菌体の最外周部に持っているロウ様物質とも呼ばれるミコール酸の炭化水素鎖は、短いものでだいたい炭素数60くらいでヘキサコンタンくらいの長さである。